# Ashley Madekwe
Ashley Madekwe (Londres, Inglaterra; 6 de diciembre de 1981) es una actriz inglesa, más conocida por haber interpretado a Bambi en la serie Secret Diary of a Call Girl, a Marissa Delfina en The Beautiful Life y a Ashley Davenport en Revenge.

## Biografía
El 17 de junio de 2012, se casó con el actor israelí-británico Iddo Goldberg. En abril de 2023 hizo público su primer embarazo. Su hijo nació en agosto de ese año.

## Carrera
Empezó su carrera en el mundo de la interpretación en la serie policiaca inglesa The Bill; desde entonces ha aparecido como invitada especial o personaje recurrente en otras series, como Teachers, Doctors, Casualty y Muérete, bonita. 
Empezó su carrera en la gran pantalla en la película de Woody Allen Cassandra's Dream. 
Interpretó a Elisha en la serie de la BBC West 10 LDN y apareció en varios episodios de Trexx and Flipside interpretando a Ollie. 
En 2008, se puso en la piel de Bambi en la famosa serie Secret Diary of a Call Girl; ese mismo año apareció en How to Lose Friends & Alienate People. En 2009 se unió al elenco de la serie estadounidense The Beautiful Life de la cadena The CW, donde interpretó a Marissa Delfina; sin embargo, la serie fue cancelada. 
En 2011 interpretó a Molly Lucas en la serie Bedlam, y ese mismo año se unió al elenco de la serie estadounidense Revenge, donde interpretó a Ashley Davenport hasta la segunda temporada.

## Filmografía
- 1999: The Bill... Janie Newton
- 2000: Storm Damage... Annalise
- 2000: Hope and Glory... Dawn
- 2000: Down to Earth... Julie
- 2001-2002: Teachers... Bev
- 2006: Vital Signs... Tart
- 2006: Doctors... Sophie Wells
- 2006: Casualty... Jade Clark
- 2006: Venus... Actriz de la corte
- 2006: Prime Suspect: The Final Act... Tanya
- 2007: Cassandra's Dream... Lucy
- 2007: Muérete, bonita... Brogan Trully
- 2008: West 10 LDN... Elisha
- 2008: Trial & Retribution XIX: Tracks... Maria
- 2008: Trexx and Flipside... Ollie
- 2008: Secret Diary of a Call Girl... Bambi/Gloria White
- 2008: How to Lose Friends & Alienate People... Vicky
- 2008: Wallander... Dolores María Santana
- 2009: Raising Baby Rio... Shanna
- 2009: Fused... Angelica
- 2009: The Beautiful Life... Marissa Delfina
- 2011: Bedlam... Molly Lucas
- 2011: Revenge... Ashley Davenport
- 2014: Salem... Tituba
- 2019: The Umbrella Academy... Eudora Patch
- 2019: Tell Me a Story... Simone Garland
- 2022: Summering... Joy
- 2023: Los extraños... Neve / Cheryl[3]
- 2024: Junction... Mary